# Fiat 510

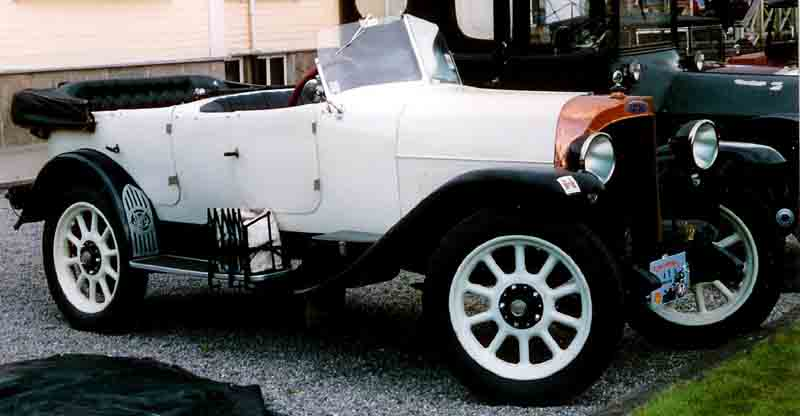
Fiat 510S

La Fiat 510 était une automobile imposante de très grosse cylindrée, fabriquée par le constructeur italien Fiat entre 1919 et 1925.
Disposant de quatre carrosseries différentes : berline, torpédo, coupé de ville et landaunet, elle sera produite en 14 158 exemplaires.
Équipée d'un moteur 6 cylindres en ligne de 3 446 cm3 développant 46 HP, elle fut une des toutes premières voitures au monde à recevoir des freins sur le train avant.
En 1920, Fiat présenta la Fiat 510S (Sport) dont le moteur développait 53 HP. Elle fut construite à plus de 400 exemplaires.
La Fiat 510 fut remplacée par la Fiat 512.